# Hari Kumar Rimal
Hari Kumar Rimal, född 13 juni 1987, är en nepalesisk långdistanslöpare.
Rimal tävlade för Nepal vid olympiska sommarspelen 2016 i Rio de Janeiro, där han blev utslagen i försöksheatet på 5 000 meter.